# Ur-Nordsee
Als Ur-Nordsee bezeichnet man informell Überflutungsphasen zwischen der Zeit des Zechsteinmeeres und der letzten Trockenphase (Doggerland).
Nach den Überflutungen durch das Zechsteinmeer im Perm (Lopingium, veraltet Zechstein) hatten sich im Norden Mitteleuropas in der Trias, dem Jura, der Kreide und dem Paläogen Zeiten der Überflutung mit Zeiten des Trockenfallens immer wieder abgewechselt. 
Die heutige Nordsee bildete sich erst vor ca. 8.000 Jahren, als nach der letzten Kaltzeit (Weichsel- beziehungsweise Würm-Kaltzeit) das zwischen Dänemark und der Britischen Insel befindliche Doggerland überflutet und damit Großbritannien und Irland durch den Ärmelkanal als zunächst noch gemeinsame Insel abgetrennt wurden.
Der Gebrauch der Bezeichnung „Ur-Nordsee“ ist für den Zeitraum vor ca. 90 bis 10 Millionen Jahren  (d. h. Oberkreide bis Mittelmiozän) belegt:
- Flechtingen-Roßlauer Scholle: Die Ur-Nordsee stößt im Tertiär (ab 66 Millionen Jahren) dorthin vor, im Obereozän (ab 38 Millionen Jahren) ist das Gebiet wieder trockengefallen.

- Mühlhausen: Das Gebiet war in der Kreide (vor ca. 90 Millionen Jahren) von der Ur-Nordsee überflutet. Nach dem Rückzug des Meeres im Rheinischen Schiefergebirge floss dann der Mittelrhein vor etwa 25 Millionen Jahren in die Ur-Nordsee[1]

- Rheinisches Braunkohlerevier: Die Ur-Nordsee stößt aufgrund von Senkungsbewegungen im Tertiär auf dieses Gebiet in mehreren Phasen vor.

- Lyby in Jütland: Die Lyby-Fossilien stammen aus der dortigen Ur-Nordsee vor 25 bis 30 Millionen Jahren (Oligozän).[2]

- Groß Pampau: Die Wal- und Seehundfossilien von dort sind ca. 10 bis 11 Millionen Jahre alt (Oberes Mittelmiozän)[3][4]

- Norddeutsches Tiefland bei Fürstenau: Im Eozän (vor ca. 55–34 Millionen Jahren) reichte die Ur-Nordsee bis hierher.[5]